# Tres Forques
Tres Forques és un barri de la ciutat de València, situat a l'oest, al districte de l'Olivereta. Forma un rectangle entre els barris de Patraix, Nou Moles, Soternes i Safranar. Limita al sud amb l'avinguda de Tres Forques, al nord amb l'avinguda del Cid, a l'oest amb l'avinguda de Tres Creus, i a l'est amb el carrer d'Énguera.
El barri concentra importants serveis i instal·lacions municipals, com l'Hospital General de València, el parc de l'Oest, la seu de la policia local de la ciutat, i la Biblioteca Central de València. També disposa d'un col·legi i un mercat.

## Transport
El barri se situa entre dues entrades a la ciutat, l'avinguda del Cid i la de Tres Forques.
Les línies 3, 20, 70, 71, 72, 73, 81 i els nitbús N4 i N5 de l'EMT de València serveixen el barri des de les avingudes perifèriques. A més a més, té dues estació de metro a l'avinguda al nord del barri, l'estació de l'Avinguda del Cid i l'estació del Nou d'Octubre.